# 4-politop regulat

Tesseractul este unul dintre cele 6 4-politopuri regulate convexe

În matematică, un 4-politop regulat este un politop 4-dimensional regulat. Aceste politopuri sunt analoagele în patru dimensiuni ale poliedrelor regulate din trei dimensiuni și ale poligoanelor regulate din două dimensiuni.
4-politopurile regulate au fost descrise pentru prima dată de către matematicianul elvețian Ludwig Schläfli la mijlocul secolului al XIX-lea, deși setul complet nu a fost descoperit decât mai târziu.
Există șase astfel de politopuri convexe și zece politopuri stelate regulate, în total șaisprezece.

## Istoric
4-politopurile convexe regulate au fost descrise pentru prima dată de către matematicianul Ludwig Schläfli la mijlocul secolului al XIX-lea. El a descoperit că sunt exact șase astfel de figuri. Schläfli a găsit, de asemenea, patru dintre 4-politopurile stelate regulate: marele 120-celule, marele 120-celule stelat, marele 600-celule și marele larg 120-celule stelat. El a omis restul de șase, deoarece nu a admis formele care nu satisfac caracteristica Euler pe celule sau figura vârfului (pentru toruri cu zero găuri: F − E + V = 2). Aceasta exclude celulele și figurile vârfului pentru {5,5/2} și {5/2,5}.
Edmund Hess (1843–1903) a publicat lista completă în cartea sa din 1883 „Einleitung in die Lehre von der Kugelteilung mit besonderer Berücksichtigung ihrer Anwendung auf die Theorie der Gleichflächigen und der gleicheckigen Polyeder” (în română Introducere în teoria divizării bilelor cu o considerație specială asupra aplicării sale la teoria poliedrelor izoedrice și izogonale).

## Construcție
Existența unui 4-politop regulat {\displaystyle \{p,q,r\}} este constrânsă de existența poliedrelor regulate {\displaystyle \{p,q\},\{q,r\}} care formează celulele sale și o constrângere dată de unghiul diedru:
{\displaystyle \sin {\frac {\pi }{p}}\sin {\frac {\pi }{r}}>\cos {\frac {\pi }{q}}}
pentru a se asigura că celulele se întâlnesc pentru a forma o 3-frontieră închisă. Cele șase politopuri convexe și zece stelate menționate sunt singurele soluții care satisfac aceste constrângeri.
Există patru simboluri Schläfli {p,q,r} pentru 4-politopuri neconvexe care au celule valide {p,q} și figurile vârfului {q,r}, și satisfac condiția diedrică, dar nu pot produce figuri finite: {3,5/2,3}, {4,3,5/2}, {5/2,3,4} și {5/2,3,5/2}.

## 4-politopuri regulate convexe
4-politopurile regulate convexe sunt analoagele în patru dimensiuni ale poliedrelor platonice din trei dimensiuni și ale poligoanelor regulate convexe din două dimensiuni.
Cinci din cele șase sunt în mod clar analoagele celor cinci poliedre platonice corespunzătoare. Al șaselea, 24-celule, nu are un analog regulat în trei dimensiuni. Însă există o pereche de poliedre neregulate, cuboctaedrul și dualul său, dodecaedrul rombic, care sunt parțial analoage cu 24-celule (în moduri complementare). Împreună pot fi considerate ca analogul tridimensional al 24-celule.
Fiecare 4-politop convex regulat este delimitat de un set de 3 celule, care sunt toate poliedre platonice de același tip și dimensiune. Acestea sunt grupate împreună având fețele lor în contact în mod regulat.

### Proprietăți
Următoarele tabele enumeră câteva proprietăți ale celor șase 4-politopuri convexe. Grupurile de simetrie ale acestor 4-politopuri sunt toate grupuri Coxeter și sunt date în notația descrisă în acel articol. Numărul care urmează denumirii grupului este ordinul grupului.
| Nume                                      | Imagine | Familie                           | Schläfli Coxeter | V   | L    | F        | C         | Fig. vârf | Dual       | Grup de simetrie | Grup de simetrie |
| ----------------------------------------- | ------- | --------------------------------- | ---------------- | --- | ---- | -------- | --------- | --------- | ---------- | ---------------- | ---------------- |
| 5-celule 4-simplex                        |         | n-simplex (familia An)            | {3,3,3} ·        | 5   | 10   | 10 {3}   | 5 {3,3}   | {3,3}     | (autodual) | A4 [3,3,3]       | 120              |
| 16-celule 4-ortoplex                      |         | n-ortoplex (familia Bn)           | {3,3,4} ·        | 8   | 24   | 32 {3}   | 16 {3,3}  | {3,4}     | 8-celule   | B4 [4,3,3]       | 384              |
| 8-celule tesseract 4-cub                  |         | hipercub n-cub (familia Bn)       | {4,3,3} ·        | 16  | 32   | 24 {4}   | 8 {4,3}   | {3,3}     | 16-celule  | B4 [4,3,3]       | 384              |
| 24-celule octaplex polioctaedru (pO)      |         | familia Fn                        | {3,4,3} ·        | 24  | 96   | 96 {3}   | 24 {3,4}  | {4,3}     | (autodual) | F4 [3,4,3]       | 1152             |
| 600-celule tetraplex politetraedru (pT)   |         | n-politop pentagonal (familia Hn) | {3,3,5} ·        | 120 | 720  | 1200 {3} | 600 {3,3} | {3,5}     | 120-celule | H4 [5,3,3]       | 14400            |
| 120-celule dodecaplex polidodecaedru (pD) |         | n-politop pentagonal (familia Hn) | {5,3,3} ·        | 600 | 1200 | 720 {5}  | 120 {5,3} | {3,3}     | 600-celule | H4 [5,3,3]       | 14400            |

John Conway a susținut denumirile „simplex”, „ortoplex”, „tesseract”, „octaplex” sau „polioctaedru” (pO), „tetraplex” sau „politetraedru” (pT) și „dodecaplex” sau „polidodecaedru” (pD).
Norman Johnson a susținut denumirile „n-celule”, „tesseract” și încă câteva denumiri întâlnite în literatura în limba engleză, ca polychoron, bazate pe cuvintele din limba greacă πολύ (în română mult) și χώρος (în română spațiu), însă în limba română traducerea lui „choros” drept sufix „-cor” nu este folosită în matematică.
Caracteristica Euler pentru toate 4-politopurile este zero, analogul 4-dimensional al formulei poliedrice a lui Euler este:
{\displaystyle N_{0}-N_{1}+N_{2}-N_{3}=0\,}
unde Nk indică numărul de k-fețe din politop (un vârf este o 0-față, o latură este o 1-față etc.). Aceast aspect este caracteristic politopurilor cu un număr par de dimensiuni și este evidențiat simplu de dualitate. 
Topologia oricărui 4-politop este definită de numerele Betti și coeficienții de torsiune.

### Configurații descriptive
Un 4-politop regulat poate fi complet descris de o matrice de configurație care conține numărul elementelor sale componente. Rândurile și coloanele corespund vârfurilor, laturilor, fețelor și celulelor. Numerele de pe diagonala principală (din stânga sus în dreapta jos) arată câte din fiecare tip de element apar în întregul 4-politop. Celelalte numere arată câte elemente ale coloanei apar pentru sau la elementul rândului. De exemplu în orice 4-politop regulat există 2 vârfuri "pentru" fiecare latură (fiecare latură "are" 2 capete) iar 2 celule se întâlnesc "la" fiecare față (fiecare față "aparține" de 2 celule). Se observă că configurația politopului dual poate fi obținută prin rotirea matricei cu 180°.
| 5-celule {3,3,3}                                                                                               | 16-celule {3,3,4}                                                                                                | tesseract {4,3,3}                                                                                                | 24-celule {3,4,3}                                                                                                  | 600-celule {3,3,5} | 120-celule {5,3,3} |
| --- | --- | --- | --- | --- | --- |
| {\displaystyle {\begin{bmatrix}{\begin{matrix}5&4&6&4\\2&10&3&3\\3&3&10&2\\4&6&4&5\end{matrix}}\end{bmatrix}}} | {\displaystyle {\begin{bmatrix}{\begin{matrix}8&6&12&8\\2&24&4&4\\3&3&32&2\\4&6&4&16\end{matrix}}\end{bmatrix}}} | {\displaystyle {\begin{bmatrix}{\begin{matrix}16&4&6&4\\2&32&3&3\\4&4&24&2\\8&12&6&8\end{matrix}}\end{bmatrix}}} | {\displaystyle {\begin{bmatrix}{\begin{matrix}24&8&12&6\\2&96&3&3\\3&3&96&2\\6&12&8&24\end{matrix}}\end{bmatrix}}} | {\displaystyle {\begin{bmatrix}{\begin{matrix}120&12&30&20\\2&720&5&5\\3&3&1200&2\\4&6&4&600\end{matrix}}\end{bmatrix}}} | {\displaystyle {\begin{bmatrix}{\begin{matrix}600&4&6&4\\2&1200&3&3\\5&5&720&2\\20&30&12&120\end{matrix}}\end{bmatrix}}} |

### Vizualizare
Tabelul următor prezintă câteva proiecții bidimensionale ale acestor 4 politopuri. Diverse alte vizualizări pot fi găsite în legăturile externe de mai jos. Diagramele Coxeter–Dynkin sunt și ele date sub simbolul Schläfli.
| A4 = [3,3,3]                                           | B4 = [4,3,3]                         | B4 = [4,3,3]                         | F4 = [3,4,3]                                | H4 = [5,3,3]                                                     | H4 = [5,3,3]                                           |
| 5-celule                                               | 8-celule                             | 16-celule                            | 24-celule                                   | 120-celule                                                       | 600-celule                                             |
| {3,3,3}                                                | {4,3,3}                              | {3,3,4}                              | {3,4,3}                                     | {5,3,3}                                                          | {3,3,5}                                                |
| ------------------------------------------------------ | ------------------------------------ | ------------------------------------ | ------------------------------------------- | ---------------------------------------------------------------- | ------------------------------------------------------ |
| Poliedre 3D în proiecție ortogonală                    |                                      |                                      |                                             |                                                                  |                                                        |
| Anvelopă tetraedrică (centrată pe celulăl/vârf)        | Anvelopă cubică (centrată pe celulă) | Anvelopă cubică (centrată pe celulă) | Anvelopă cuboctaedrică (centrată pe celulă) | Anvelopă triacontaedrică rombică trunchiată (centrată pe celulă) | Anvelopă icosidodecaedrică pentakis (centrată pe vârf) |
| Diagrame Schlegel cadru de sârmă ( proiecție centrală) |                                      |                                      |                                             |                                                                  |                                                        |
| centrată pe celulă                                     | centrată pe celulă                   | centrată pe celulă                   | centrată pe celulă                          | centrată pe celulă                                               | centrată pe vârf                                       |
| Proiecții stereografice cadru de sârmă (3-sferă)       |                                      |                                      |                                             |                                                                  |                                                        |
|                                                        |                                      |                                      |                                             |                                                                  |                                                        |

## 4-politopuri regulate stelate (Schläfli–Hess)

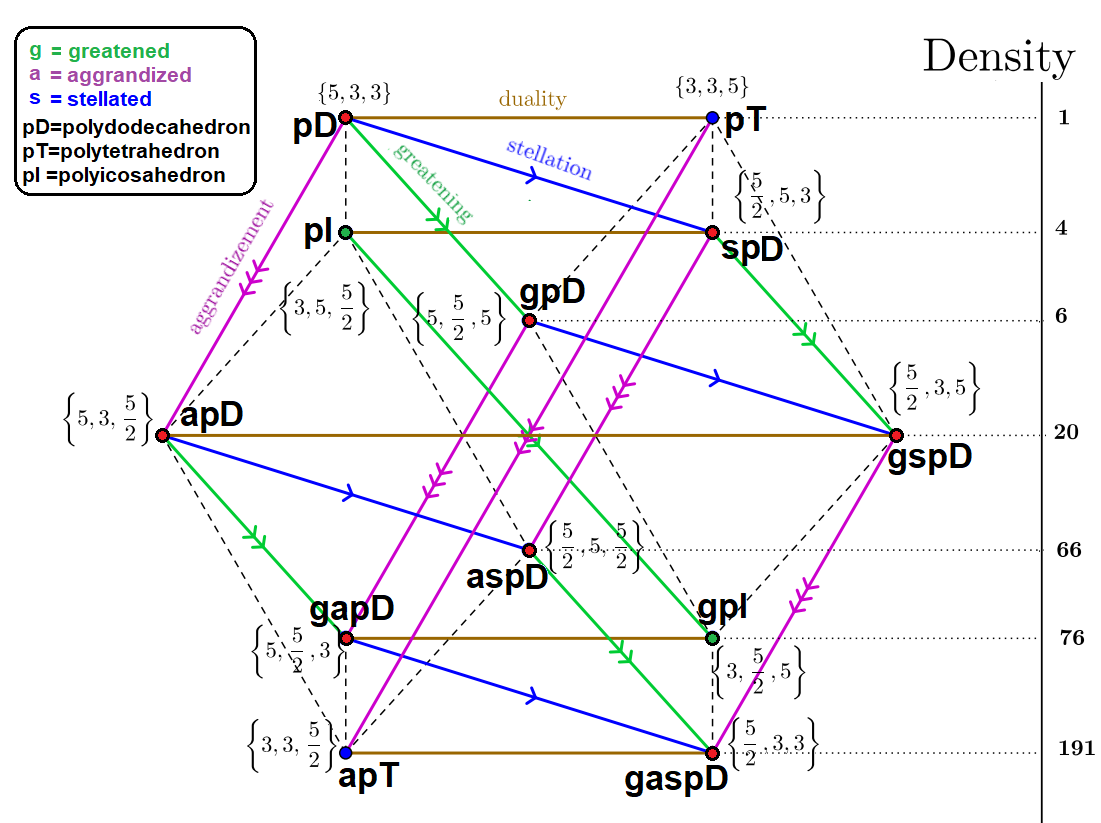
Figura arată relațiile dintre politopurile stelate cvadridimensionale; cele 2 forme convexe și 10 forme stelate pot fi văzute în 3D ca vârfurile unui cuboctaedru

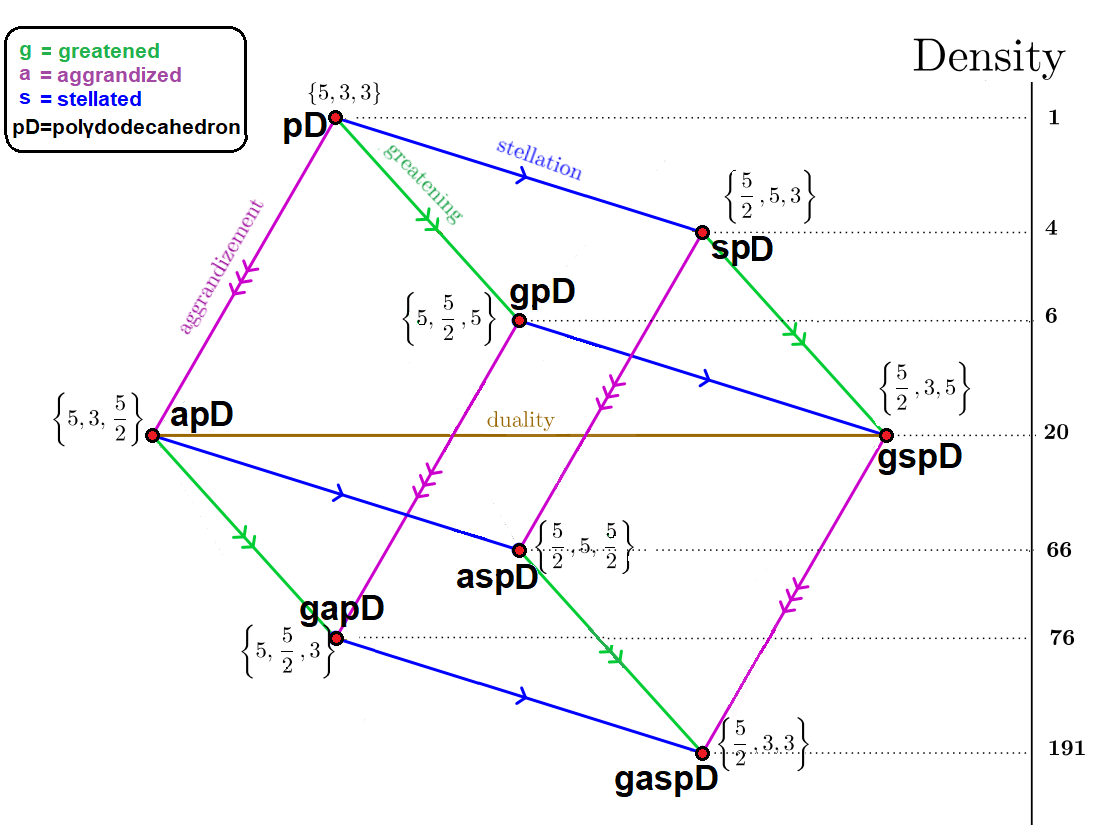
Un subset de relații între 8 forme dintre 120-celule, polidodecaedru (pD). Cele trei operații {a,g,s} sunt comutabile, definind un cadru cubic; există 7 densități văzute în poziționare verticală, cu 2 forme duale având aceeași densitate

4-politopurile Schläfli–Hess sunt setul complet de 10 politopuri stelate regulate cvadridimensionale. Ele sunt numite astfel în onoarea descoperitorilor lor, Ludwig Schläfli și Edmund Hess. Fiecare este reprezentat de un simbol Schläfli {p,q,r} în care unul dintre numere reprezintă o pentagramă (5/2). Astfel, acestea sunt analoage neconvexe regulate ale poliedrelor Kepler–Poinsot, care sunt, la rândul lor, analoagele pentagramei.

### Denumiri
Numele le-au fost date de John Conway, extinzând numele date de Arthur Cayley poliedrelor Kepler–Poinsot. Împreună cu „stelat” (în engleză stellated) și „mare” (în engleză great), a adaugat modificatorul „larg” (în engleză grand). Conway a oferit aceste definiții operaționale:
1. stelare (în engleză stellation, simbol „s”) – înlocuiește laturile (muchiile) cu altele mai lungi care sunt pe aceleași drepte. (Exemplu: un pentagon stelează într-o pentagramă)
2. mărire (în engleză greatening, simbol „g”) – înlocuiește fețele cu altele mai mari care sunt în aceleași plane. (Exemplu: un icosaedru se mărește în marele icosaedru)
3. lărgire (în engleză aggrandizement, simbol „a”) – înlocuiește celulele cu celule mai mari în aceleași 3-spații. (Exemplu: un 600-celule se transformă în largul 600-celule)

John Conway denumește cele 10 forme ale 4-politopurilor cu 3 forme de celule regulate: pT = politetraedru {3,3,5} (600-celule teraedrice), pI = poliicosaedru {3,5,5/2} (120-celule icosaedrice), respectiv pD = polidodecaedru {5,3,3} (120-celule dodecaedrice), cu prefixele g, a, și s pentru mare, larg și (în limba română sufix) stelat. Stelarea finală, marele larg polidodecaedru stelat conține toate acestea în gaspD.

### Simetrie
Toate cele zece 4-politopuri au simetrii [3,3,5] (H4). Ele sunt generate din cele 6 grafuri liniare asociate cu tetraedrul Goursat: [3,5,5/2], [5,5/2,5], [5,3,5/2], [5/2,5,5/2], [5,5/2,3] și [3,3,5/2].
Fiecare grup generează câte 2 4-poliedre stelate, cu excepția a două grupuri care sunt auto-duale, care generează doar câte unul. Deci între cele zece 4-politopuri stelate regulate există 4 perechi duale și 2 forme autoduale.

### Proprietăți
De reținut:
- Există 2 aranjamente ale vârfurilor unice, care se potrivesc cu cele ale 120-celule și 600-celule.
- Există 4 aranjamente ale laturilor unice, care sunt afișate ca proiecții ortogonale ale cadrelor de sârmă.
- Există 7 aranjamente ale fețelor unice, care sunt prezentate ca proiecții ortografice colorate pe fețe.

Celulele (poliedre), fețele lor (poligoane), figurile laturilor și ale vârfurilor sunt identificate prin simbolurile Schläfli ale acestora.
| Nume Conway (abrev.)                                                    | Proiecție ortogonală | Schläfli Coxeter | C {p, q}    | F {p}         | L {r}     | V {q, r}    | Dens. | χ    |
| ----------------------------------------------------------------------- | -------------------- | ---------------- | ----------- | ------------- | --------- | ----------- | ----- | ---- |
| 120-celule icosaedric poliicosaedru (pI)                                |                      | {3,5,5/2} ·      | 120 {3,5}   | 1200 {3}      | 720 {5/2} | 120 {5,5/2} | 4     | 480  |
| Micul 120-celule stelat polidodecaedru stelat (spD)                     |                      | {5/2,5,3} ·      | 120 {5/2,5} | 720 {5/2{5/2} | 1200 {3}  | 120 {5,3}   | 4     | −480 |
| Marele 120-celule marele polidodecaedru (gpD)                           |                      | {5,5/2,5} ·      | 120 {5,5/2} | 720 {5}       | 720 {5}   | 120 {5/2,5} | 6     | 0    |
| Largul 120-celule largul polidodecaedru (apD)                           |                      | {5,3,5/2} ·      | 120 {5,3}   | 720 {5}       | 720 {5/2} | 120 {3,5/2} | 20    | 0    |
| Marele 120-celule stelat marele polidodecaedru stelat (gspD)            |                      | {5/2,3,5} ·      | 120 {5/2,3} | 720 {5/2}     | 720 {5}   | 120 {3,5}   | 20    | 0    |
| Largul 120-celule stelat largul polidodecaedru stelat (aspD)            |                      | {5/2,5,5/2} ·    | 120 {5/2,5} | 720 {5/2}     | 720 {5/2} | 120 {5,5/2} | 66    | 0    |
| Marele larg 120-celule marele larg polidodecaedru (gapD)                |                      | {5,5/2,3} ·      | 120 {5,5/2} | 720 {5}       | 1200 {3}  | 120 {5/2,3} | 76    | −480 |
| Marele 120-celule icosaedric marele poliicosaedru (gpI)                 |                      | {3,5/2,5} ·      | 120 {3,5/2} | 1200 {3}      | 720 {5}   | 120 {5/2,5} | 76    | 480  |
| Largul 600-celule largul politetraedru (apT)                            |                      | {3,3,5/2} ·      | 600 {3,3}   | 1200 {3}      | 720 {5/2} | 120 {3,5/2} | 191   | 0    |
| Marele larg 120-celule stelat marele larg polidodecaedru stelat (gaspD) |                      | {5/2,3,3} ·      | 120 {5/2,3} | 720 {5/2}     | 1200 {3}  | 600 {3,3}   | 191   | 0    |

## 4-politopuri infinite
Se cunosc următoarele 4-politopuri infinite regulate:
- un fagure euclidian regulat: {4,3,4};
- patru faguri hiperbolici regulați compacți: {3,5,3}, {4,3,5}, {5,3,4} și {5,3,5};
- unsprezece faguri hiperbolici regulați paracompacți: {3,3,6}, {6,3,3}, {3,4,4}, {4,4,3}, {3,6,3}, {4,3,6}, {6,3,4}, {4,4,4}, {5,3,6}, {6,3,5} și {6,3,6}.

## 4-politopuri abstracte
Se cunosc următoarele 4-politopuri abstracte regulate:
- 11-celule {3,5,3};
- 57-celule {5,3,5}.